# Bernard Jurišić
Bernard Jurišić, hrvatski je športski novinar. 

## Životopis
Jednim je od osoba koje su pokrenule poznati športski portal Sportnet. Za isti portal godinama piše članke i vodi svoje kolumne (Juriš). Ujedno je urednikom tog portala. Dobitnikom je nekoliko nagrada za svoje brojne vijesti, izvještaje i komentare.  

## Nagrade i priznanja
- 2007.: Priznanje za internetsko novinarstvo, dodijeljeno od Hrvatskog zbora sportskih novinara.[1]
- 2011.: Godišnje priznanje za kolumnu, dodijeljeno od Hrvatskog zbora sportskih novinara.[1]
- 2013.: Posebno priznanje za razvitak i popularizaciju športa, dodijeljeno od Športskog saveza Općine Široki Brijeg.[2]